# Германска хлебарка
Германската хлебарка (Blattella germanica) е един от най-разпространените видове хлебарки. Вредното им значение се състои в това, че пълзейки върху хранителни продукти понякога ги замърсяват с различни болестотворни вируси и бактерии (причинители на чума, холера, коремен тиф и други), с цисти на едноклетъчни паразити, с яйца на хелминти. Често предизвикват и алергични реакции у някои хора.

## Разпространение и местообитание
Германската хлебарка може да се открие навсякъде в сградата, но предпочита топли и влажни места. Най-често могат да се видят в кухни и бани. Също така се срещат и в помещения, където хората се хранят и гледат телевизия, като дневни стаи, спални и други. Всяка пукнатина или процеп, разположени близо до източник на храна и/или вода е потенциално убежище, където германската хлебарка прекарва около 75 % от живота си.

## Описание
Възрастните екземпляри достигат големина 14 – 17 mm. На цвят са светло кафяви до жълтеникави. Женската германска хлебарка е по-тъмна от мъжката. Този вид хлебарки рядко летят.

## Размножаване
Пашкулчетата им съдържат 30 – 57 яйца и се снасят от женската хлебарка до два часа преди излюпването на личинките. Малките достигат големина 4 – 6 mm.

## Хранене
Те са почти всеядни, ядат всички видове храни, а също и сапун, лепило, паста за зъби и други.